# Canard Campbell anglais
Pour un article plus général, voir Canard domestique.
Le canard Campbell anglais est une race de canard domestique originaire d'Angleterre.

## Origine et histoire de la race
Le Campbell anglais, pour sa variété kaki, a été créé vers 1901 (en Angleterre) par Miss Campbell à partir de canards de Rouen anglais, Coureur indien et Colvert par des croisements intelligemment combinés.
La variété blanche a été créée par Captain F.S. Pardoe vers 1924 et homologuée au standard en 1934.

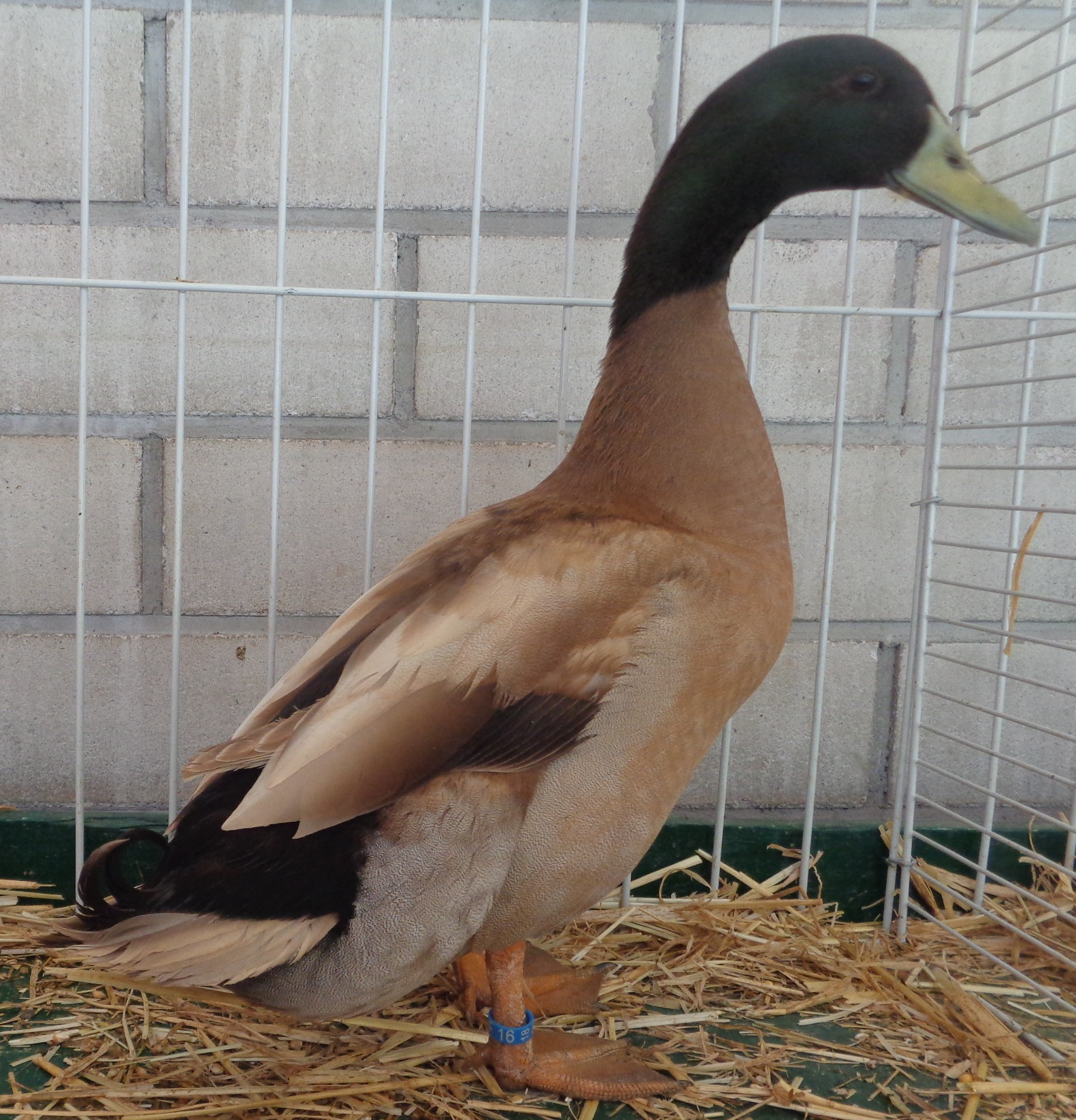
Canard Campbell anglais kaki

## Description

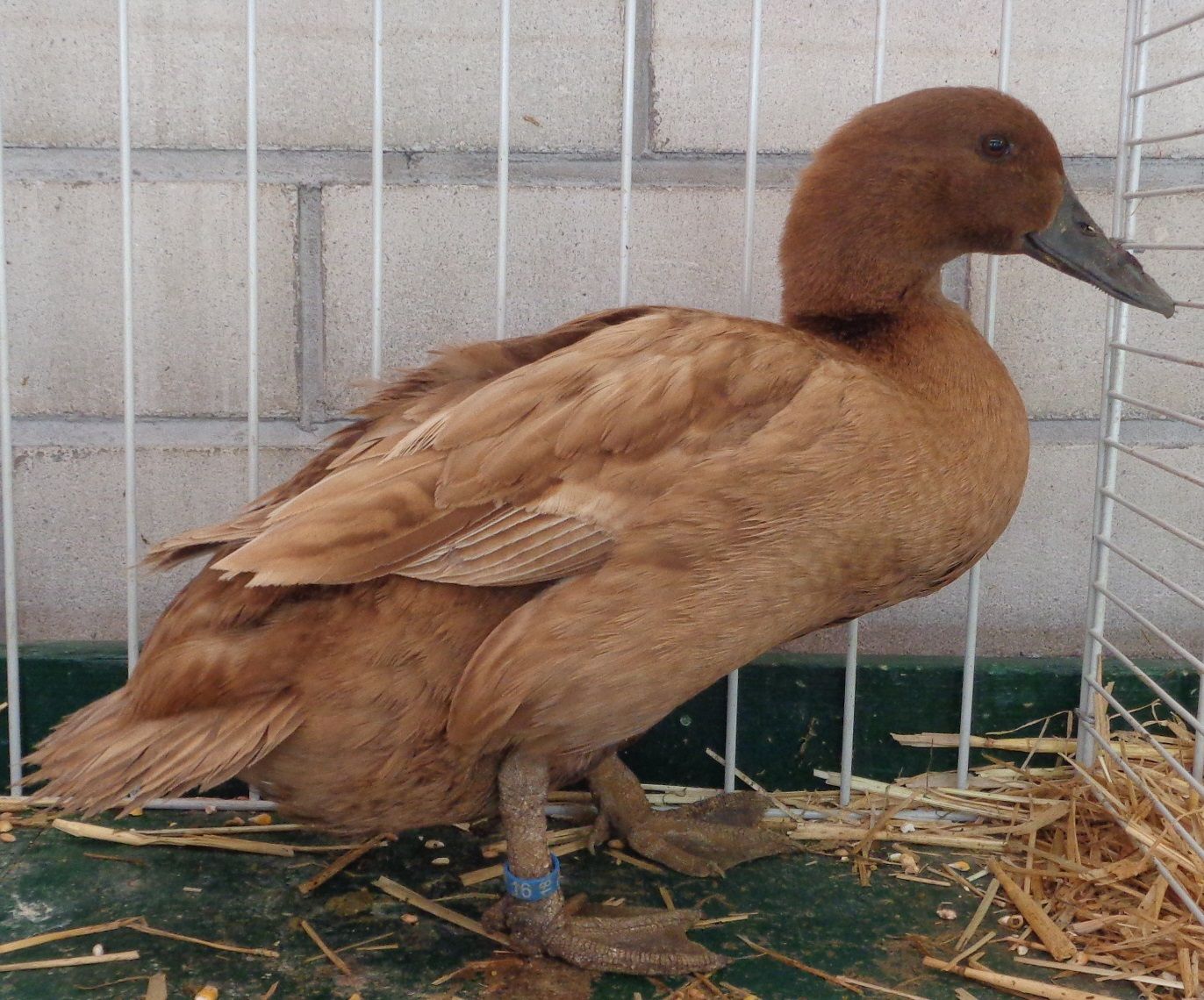
Cane Campbell anglais kaki

Le Campbell anglais est un canard de taille moyenne, bien proportionné, élégant tout en étant bien en chair.  Le canard doit atteindre une masse d'environ 2,5 kg et la cane 2,25 kg. Ce n’est donc pas une grosse race, les meilleurs pondeuses n’étant pas de gros animaux.  Le Coureur indien ayant été employé pour la création de cette race, le port est légèrement relevé. Ce n’est pas une race très bruyante et qui s’accommode très bien en élevage naturel sur un petit plan d’eau.

### Ponte
La cane est une excellente pondeuse d'œufs de 65g minimum à coquille blanche à verdâtre. Élevée dans de bonnes conditions (avec point d’eau et grand parcours herbeux), il n’est pas rare d’avoir plus de 300 œufs par an et par canes!

### Reproduction
C’est une race qui se reproduit plutôt bien. Dans un élevage correct avec des spécimens en pleine forme, le taux de fécondité doit dépasser les 80% à la belle saison. A noter que la présence d’un plan d’eau améliore nettement la reproduction et donc la fécondité!

### Incubation
Les canes ne sont pas de très bonnes  couveuses, même si l’incubation naturelle est souhaitable, il est préférable de placer les œufs dans un incubateur.  Comme pour tous les œufs de canards issus du canard colvert, l’incubation prend 28 jours.
En incubation artificielle, la température sera de 37,5 °C, avec une humidité de 45 %, les œufs seront retournés au minimum 2 fois par jour. À partir du 25e jour, les œufs ne seront plus retournés et l’humidité sera monté à 75-80 %.

### Élevage des canetons
À la naissance, laisser les canetons séchés 24 h dans la couveuse. Ils peuvent ensuite être placés dans une éleveuse avec un point chaud à 35 °C et une température ambiante de 25 °C, la température sera diminuée de 2-3 °C chaque semaine jusqu’à ce qu’ils puissent sortir vers 4-5 semaines (suivant la météo extérieur).

## Standard
Caractéristiques du canard et de la cane :
- Corps : allongé, contours arrondis, port légèrement relevé.
- Couleur des yeux : couleur selon la variété, grands.
- Tête : taille moyenne, bien arrondie, front assez plat, joues peu apparentes.
- Bec : couleur selon la variété, bien proportionné.
- Cou : longueur moyenne, bien arqué, fin dans sa partie supérieure et plus épais vers la poitrine.
- Dos : long, presque plat.
- Poitrine : bien développée, pleine, un peu relevée.
- Abdomen : bien développé, sans être trainant.
- Ailes : portées haut, serrées au corps, ne se croisant pas.
- Queue : courte, petite, dans le prolongement de la ligne du dos. Le canard possède des crosses.
- Cuisses : cachées dans le plumage.
- Tarses : couleur selon variété, longueur moyenne. Le mâle est un peu plus haut que la femelle.
- Plumage : lisse, bien serré.
- Défauts graves de caractéristiques :

Port trop horizontal - Port trop relevé
- Variétés de plumage :

Deux variétés sont admises par le standard: kaki et blanc.
Masses idéales : 2,5 kg  pour le canard, 2,25 kg  pour la cane
Masse minimale des œufs à couver : 65 g, coquille blanche à verdâtre.
Diamètre des bagues : 16 mm pour les deux sexes.

## Sources
- Les Standards officiels : Volailles grandes races - Volailles naines - Oies - Canards - Dindons - Pintades, Fédération française des Volailles (FFV), 2015, 912 pages.
- Le Traité Rustica De La Basse-Cour.